# Mons Hadley
Mons Hadley är ett av de mer framträdande bergsmassiven i bergskedjan Montes Apenninus på norra delen av den sida av månen som är vänd mot jorden. Bergsmassivet har fått sitt namn efter engelsmannen John Hadley, som konstruerade och byggde astronomiska instrument i början av 1700-talet.
Mons Hadley utbreder sig i nord-sydlig riktning i den nordöstra delen av Montes Apenninus. I sydväst ligger berget Mons Hadley Delta, som har fått sitt namn efter Mons Hadley, och vid vars fot Apollo 15 landade. Apollo 15:s astronauter hittade den s.k. Genesis Rock vid foten av Mons Hadley. Precis väster om Mons Hadley Delta och Apollo 15:s landningsplats ringlar sig Rima Hadley förbi, en ravin som ringlar sig fram i ett oregelbundet mönster i 80 kilometer.
Norr om Mons Hadley ligger Santos-Dumont, en månkrater med 9 kilometers diameter. Norr därom finns den yttersta delen av Montes Apenninus: Promontorium Fresnel (Kap Fresnel). Västerut ligger det lilla månhavet Palus Putredinis. Norr och nordväst om Promotorium Fresnel ligger Mare Imbrium och omkring 50 kilometer österut Mare Serenitatis. I terrängen mellan Mons Hadley och Mare Serenitatis ligger månkratern Joy, som förut hette Hadley A.